# Antão Martins de Chaves
Antão (António) Martins de Chaves (ur. ?, zm. 6 lipca 1447 w Rzymie) – portugalski duchowny rzymskokatolicki, biskup Porto i archiprezbiter bazyliki laterańskiej, kardynał.

## Biografia
Urodził się w nieznanym roku na zamku Eaus de Flavia, w pobliżu Porto. Przed nominacją biskupią był kanonikiem w Évorze.
10 marca 1423 wybrany został biskupem Porto, co zatwierdził papież Marcin V. Nie wiadomo kiedy i od kogo przyjął sakrę biskupią. Biskupstwo to zachował do końca życia, mimo że w późniejszych latach przebywał poza krajem. Wyróżnił się na synodzie w Bradzie, zwołanym z polecenia Marcina V w celu zakończenia krwawej wojny pomiędzy Portugalią a Królestwem Neapolu. Jako przedstawiciel króla portugalskiego Edwarda I Aviza uczestniczył w soborze bazylejsko-ferrarsko-florenckiim.
W 1437 był jednym z trzech legatów, wysłanych przez papieża Eugeniusza IV z misją do Konstantynopola, w celu zaproszenia na obrady soborowe patriarchy Konstantynopola Józefa II i cesarza Jana VIII Paleologa, którzy z zaproszenia skorzystali.
Od października 1438 brał udział w sesjach soboru odbywającego się z aprobatą papieża w Ferrarze. Skonfliktowani z Eugeniuszem IV biskupi nadal obradujący w Bazylei, w 1439 ogłosili detronizację Martinsa de Chavesa z katedry biskupiej. Decyzja ta nie wywołała żadnych skutków prawnych.
18 grudnia 1439 Eugeniusz IV kreował go kardynałem. 8 stycznia 1440 otrzymał tytuł prezbitera bazyliki św. Chryzogona. Przez większość okresu kardynalatu działał w Rzymie. Powiększył hospicjum portugalskie w Rzymie. W 1444 ten sam papież mianował go archiprezbiterem bazyliki laterańskiej, którą upiększył i wyposażył w organy. Wziął udział w konklawe 1447. Zmarł 6 lipca 1447 i został pochowany w bazylice laterańskiej.